# Böyük Kənizdağ (wulkan błotny)
Böyük Kənizdağ – jeden z największych wulkanów błotnych w Azerbejdżanie. Znajduje się w rejonie Qobustanu. 

## Opis
Na terenie Azerbejdżanu zostało zarejestrowanych ponad 320 wulkanów, z których 70% jest aktywnych. Wulkan Böyük Kənizdağ należy do największych, mających do 400 m wysokości względnej. Wulkan ma kształt stożka i góruje nad okolicą. 12 maja 1950 roku o 6 rano miała miejsce erupcja wulkanu. Nastąpił wybuch gazu, a potem przez godzinę obserwowano płomień dochodzący do 200 m, zmieniający kolor na ciemnoszary. Ogień był widoczny w promieniu 5 kilometrów. Erupcja miała kilka faz: emisje brekcji, wybuchy gazu na wysokość 70–80m, osiadanie krateru. 
Kolejna erupcja miała miejsce w październiku 1996 roku. Rozpoczął ją podziemny huk, wyrzut brekcji o kubaturze ok. 300 tys.m³. Pokryła ona warstwa dochodzącą do 2 m grubości cały krater i zajęła powierzchnię 12,5 ha. 

## Ochrona
Uchwałą Rady Ministrów Republiki Azerbejdżanu w 1982 roku czterem wulkanom nadano status pomnika przyrody. Były to: Böyük Kənizdağ, Ayrantökən, Daşgil i Lökbatan. Potem, biorąc pod uwagę wygląd i cechy geologiczne, status pomnika przyrody otrzymały 23 wulkany, a przy Ministerstwie Ekologii i Zasobów Naturalnych powstała Palçıq vulkanları üzrə Elmi Koordinasiya Şurası (Rada ds. Wulkanów Błotnych).

## Turystyka
Dekretem z dnia 20 lipca 2011 roku prezydent Azerbejdżanu zobowiązywał Ministerstwo Kultury i Turystyki, Ministerstwo Ekologii i Zasobów Naturalnych oraz Narodową Akademię Nauk Azerbejdżanu do utworzenia trasy turystycznej Wulkany błotne. W 2020 roku udostępniono turystom Palçıq Vulkanları Turizm Kompleksinin (Kompleks turystyczny wulkanów błotnych) w pobliżu wioski Qobustan. Ma on powierzchnię 12 ha. Przygotowano warsztaty dla dzieci, trasy dla quadów, tyrolkę, wieżę widokową, parking, sklep z pamiątkami. Odwiedzający mogą też skorzystać z kąpieli leczniczych. Otwarcie, z udziałem prezydenta İlhama Əliyeva, odbyło się 22 kwietnia 2022 roku. Wmurował on kamień węgielny pod budynek kompleksu. Budowana jest 20 km droga, która pomoże w dotarciu do okolicznych wulkanów i do Baku.
W 2008 roku ukazała się w języku azerbejdżańskim, angielskim i rosyjskim praca Adila Əliyeva Azərbaycanın palçıq vulkanları (Wulkany błotne Azerbejdżanu), w której opisano 25 wulkanów. W 2015 roku został wydany ilustrowany atlas wulkanów błotnych (w języku azerskim, angielskim i rosyjskim).